# Rivière Lecompte
Rivière Lecompte är ett vattendrag i Kanada.   Det ligger i provinsen Québec, i den sydöstra delen av landet, 400 km norr om huvudstaden Ottawa.
I omgivningarna runt Rivière Lecompte växer i huvudsak blandskog. Trakten runt Rivière Lecompte är nära nog obefolkad, med mindre än två invånare per kvadratkilometer.